# Crescent (Zweeds bedrijf)

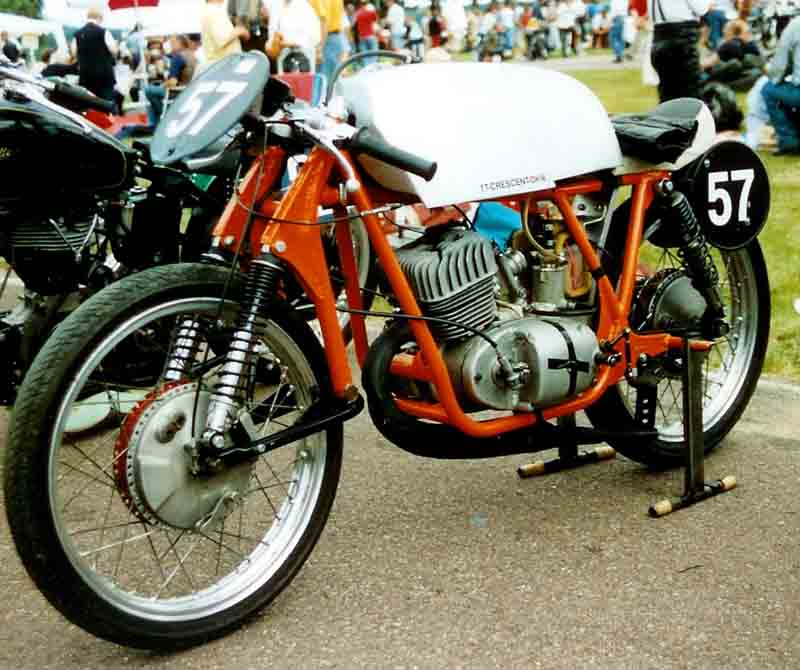
Crescent 175 cc wegracer uit 1957

Crescent is een Zweeds bedrijf dat buitenboordmotoren en motorfietsen maakte.
De bedrijfsnaam was: Crescent AB, later MCB Monark-Crescent AB, Varberg.
Crescent (opgericht in 1954) was een Zweeds merk van buitenboordmotoren, die in de jaren zestig vaak gebruikt werden in 500cc-wegraces (Monark) en zijspanraces. Deze Crescent-blokken waren 500cc-driecilinder-tweetakten en werden o.a. gebruikt door Rudi Kurth in zijn experimentele CAT-zijspanracers. Soms werden ze ook als "Monark" ingeschreven. Crescent bouwde ook 49- en 123cc-tweetakten met deels gewijzigde Sachs- en Franco-Morini-motoren.